# Jan Ohlsson
Jan Torsten Ohlsson, tidigare folkbokförd Olsson, född 3 juni 1962 i Uppsala, är en svensk före detta barnskådespelare.

## Karriär
Ohlsson är mest känd från sin barnfilmskarriär under 1970-talet då han spelade Emil i Olle Hellboms Emil i Lönneberga efter Astrid Lindgrens böcker. På en presskonferens 1971 såg Astrid Lindgren Jan Ohlsson sitta i knäet på sin äldre bror Dick och fick därmed inspiration till boken om Bröderna Lejonhjärta. Det blev ytterligare några få filmroller, bland annat som huvudpersonens bror och monstrets offer i svensk-irländska Victor Frankenstein (1977).
Som barn spelade Ohlsson ishockey, red och gillade George Best. Han kom sedan att bli flerbarnsfar och arbeta i databranschen i Uppsala, och har valt att neka till intervjuer.

## Filmografi i urval
- 1971 – Emil i Lönneberga
- 1972 – Nya hyss av Emil i Lönneberga
- 1973 – Emil och griseknoen
- 1977 – Victor Frankenstein
- 1978 – Dante – akta're för Hajen!
- 1984 – Seriemagasinet